# Rudolf Lehr (Journalist, 1929)
Rudolf Lehr (* 23. November 1929 in Schwanenstadt; † 8. März 2023) war ein österreichischer Journalist und Historiker.
Von 1969 bis 1993 war Rudolf Lehr stellvertretender Chefredakteur der Oberösterreichischen Nachrichten (OÖN). Als sein Hauptwerk als Historiker gilt die Landeschronik Oberösterreich, welche laufend aktualisiert und neu aufgelegt wird.
Rudolf Lehr starb im März 2023 im Alter von 93 Jahren. Er wurde in Hallstatt bestattet.

## Ehrungen
Rudolf Lehr erhielt für sein Werk zahlreiche Auszeichnungen und Preise erhalten, unter anderem:
- Fernsehpreis der Österreichischen Erwachsenenbildung, 1968
- Kulturmedaille des Landes Oberösterreich im Jahr 1994[4]
- Diplom für Verdienste um den Denkmalschutz
- Silbernes Ehrenzeichen des Landes Oberösterreich im Jahr 2004

## Schriften (Auswahl)
- Der Kampf um den Dachstein. Wimmer, Linz 1971.
- Duell mit den Bergen. Trauner, Linz 1977.
- Das Salzbergwerk Hallstatt. Generaldirektion der Österreichischen Salinen, Bad Ischl 1978.
- Hallstatt. Geschichte und Gegenwart. OLV-Buchverlag, Linz 1979.
- Ein vorletztes Paradies. Zwischen Pyhrn und Krems, Alm und Enns. Landesverlag, Linz 1985.
- Landeschronik Oberösterreich. Brandstätter, Wien 1987, ISBN 3-85447-252-8 (und zahlreiche erweiterte und aktualisierte Neuauflagen zuletzt 2023).
- Friedrich Simony (1813–1896). Ein Leben für den Dachstein. In: Stapfia. Band 43, 1996, S. 9–41 (zobodat.at [PDF]).
- Die unbekannte Königin Elisabeth. Die Stamm-Mutter der Habsburger und Mutter des Salzkammergutes. Musealverein Hallstatt, Hallstatt 2011, ISBN 978-3-901572-20-3.